# Municipio de Flushing (Ohio)
El municipio de Flushing (en inglés: Flushing Township) es un municipio ubicado en el condado de Belmont en el estado estadounidense de Ohio. En el año 2010 tenía una población de 2021 habitantes y una densidad poblacional de 25,2 personas por km².

## Geografía
El municipio de Flushing se encuentra ubicado en las coordenadas 40°8′4″N 81°6′59″O / 40.13444, -81.11639. Según la Oficina del Censo de los Estados Unidos, el municipio tiene una superficie total de 80.19 km², de la cual 72,49 km² corresponden a tierra firme y (9,6 %) 7,69 km² es agua.

## Demografía
Según el censo de 2010, había 2021 personas residiendo en el municipio de Flushing. La densidad de población era de 25,2 hab./km². De los 2021 habitantes, el municipio de Flushing estaba compuesto por el 97,03 % blancos, el 1,48 % eran afroamericanos, el 0,2 % eran amerindios, el 0,2 % eran asiáticos, el 0,2 % eran de otras razas y el 0,89 % eran de una mezcla de razas. Del total de la población el 0,84 % eran hispanos o latinos de cualquier raza.